# I, Flathead
Albums de Ry Cooder
My Name is Buddy
(2007)
I, Flathead:The Songs of Kash Buk and the Klowns est un album-concept de Ry Cooder sorti en 2008. C'est le troisième album de sa Trilogie Californienne qui a débuté avec l'album Chávez Ravine en 2005 et suivi de My Name is Buddy en 2007. L'album est accompagné d'une nouvelle de 104 pages.
Cet album évoque à travers les chansons les aventures d'un jeune Kash Buk musicien fictif qui va faire des courses de voiture accompagné de son groupe The Klowns dans le désert californien, le jeune homme et le groupe partent également dans un parc d'attractions et rencontrent des Indiens perdus… Tout cela se passe dans les années 1950.
Dans cet album comme dans les deux précédents, Ry Cooder met en avant ses qualités d'auteur-compositeur.

## Titres
1. Drive Like I Never Been Hurt Ry Cooder, Joachim Cooder - 4:07
2. Waitin' for Some Girl Ry Cooder - 3:48
3. Johnny Cash Ry Cooder - 3:08
4. Can I Smoke I Here? Ry Cooder - 4:19
5. Steel Guitar Heaven Ry Cooder - 3:40
6. Ridin' with the Blues Ry Cooder - 3:01
7. Pink-O Boogie Ry Cooder - 3:05
8. Fernando Sez Ry Cooder - 4:44
9. Spayed Kooley Ry Cooder - 2:09
10. Filipino Dancehall Girl Ry Cooder - 3:54
11. My Dwarf Is Getting Tired Ry Cooder - 3:59
12. Flathead One More Time Ry Cooder, Joachim Cooder, Smith - 3:12
13. 5000 Country Music Songs Ry Cooder - 6:41
14. Little Trona Girl Ry Cooder, Joachim Cooder - 3:13

## Musiciens
- Ry Cooder – Chant, Guitare, Basse, Piano
- Joachim Cooder – Batterie
- Jim Keltner – Batterie
- Jon Hassell – Trompette
- Juliette Commagere – Chant
- Gil Bernal - Saxophone
- Ron Blake – Trompette
- Rene Camacho – Basse
- Flaco Jimenez – Accordéon
- Martin Pradler – Batterie
- Francisco Torres – Trombone